# Processo Face Oculta
O Processo Face Oculta foi um processo judicial que terminou com a leitura da sentença em setembro de 2014. A fase de instrução foi da responsabilidade da Polícia Judiciária de Aveiro e do DIAP da Comarca do Baixo Vouga (Aveiro), Portugal. Foi primeiramente noticiado em Outubro de 2009, mas o avanço das investigações converteu o caso numa complexa narrativa mediática.  
Esteve em investigação o grupo económico de Manuel Godinho. Envolveu lavagem de dinheiro, corrupção política e evasão fiscal.
Durante as 188 sessões do julgamento, que começou a 8 de novembro de 2011, no tribunal de Aveiro, foram ouvidas mais de 350 pessoas entre arguidos, testemunhas, peritos e consultores. 

## Arguidos
Foram a julgamento as 34 pessoas e duas empresas acusadas pelo Ministério Público.
Todos os arguidos foram condenados.
Entro os condenados encontram-se:
- Manuel Godinho, empresário e dono de 11 empresas.[3] Considerado culpado dos crimes de associação criminosa (1), corrupção ativa para ato ilícito (16), corrupção ativa no sector privado (5), tráfico de influências (8), furto qualificado (4) e burla qualificada (5). Foi punido com 17 anos e meio de prisão. O tribunal da relação do Porto reduziu-lhe a pena para 15 anos e 10 meses.[4] Em 28 de junho de 2018, o Supremo Tribunal de Justiça (STJ) reduziu a pena de prisão aplicada a Manuel Godinho para 13 anos.[5]

- Armando António Martins Vara, ex-secretário de Estado e ex-ministro PS, ex-administrador da CGD, vice-presidente do Millennium BCP, de onde suspendeu o seu mandato em consequência deste processo[6]. Culpado de três crimes de tráfico de influências. Foi condenado a 5 anos de prisão efectiva.  O Tribunal da Relação do Porto manteve a pena.[4] Foi detido em 16 de janeiro de 2019 no Estabelecimento Prisional de Évora para cumprir a pena que foi condenado[7].

- Rui Pedro Soares, ex-administrador da PT.

- José Penedos, presidente da REN, ex-secretário de Estado da Defesa e da Energia, ex-administrador da EDP e da Galp.[8] Condenado por um crime de tráfico de influências a cinco anos de prisão efetiva.[9] Em dezembro de 2020, perante o  mandado de detenção, invocou razões de saúde para não cumprir a pena.[10]

- Paulo Penedos, advogado, ex-dirigente do PS e filho de José Penedos, que segundo o Ministério Público usou a influência do pai "no sentido de favorecimento das empresas de Manuel Godinho".[3] Condenado por um crime de tráfico de influências a quatro anos de prisão efetiva. Em dezembro de 2020, decidiu entregar-se voluntariamente no Estabelecimento Prisional de Coimbra para cumprir a pena a que foi condenado.

- Lopes Barreira, empresário da Consulgal, fundador da Fundação para a Prevenção da Segurança Rodoviária criada por Vara. Condenado a 3 anos e 9 meses de prisão, com pena suspensa, por crimes de tráfico de influência.

- Domingos Paiva Nunes, administrador multi-milionário da EDP Imobiliária e Participações (tendo pedido entretanto a suspensão de mandato[11]) e primo de José Sócrates. Condenado a 5 anos de prisão por crimes de corrupção passiva para acto ilícito, corrupção activa no sector privado  e participação económica em negócio.

- António Paulo Costa, director de Relações Institucionais da Galp, gestor da área PS dessa empresa. Condenado a 2 anos e 10 meses de prisão, com pena suspensa, por crimes de tráfico de influências e corrupção passiva no sector privado

- José Chocolate Contradanças, administrador da IDD – Indústria de Desmilitarização da Defesa (grupo Empordef), ex-administrador do Porto de Sines. (Ex-administrador da IDD – Indústria Militar). Condenado a 1 ano e seis meses de prisão, com pena suspensa por crime de corrupção passiva para acto ilícito

## Empresas sob investigação
Estiveram sob investigação as seguintes empresas:
- CP
- EMEF
- Empordef
- Estaleiros de Viana do Castelo
- Estradas de Portugal
- Carris
- CTT
- EDP
- Galp
- IDD – Indústria de Desmilitarização da Defesa
- Lisnave
- Portos de Setúbal
- Portucel
- Refer

## Denúncias contra José Sócrates
No dia 5 de fevereiro de 2010, o semanário Sol revelou que a existência de "indícios muito fortes" do envolvimento do primeiro-ministro Sócrates no negócio da compra da TVI pela Portugal Telecom, para condicionar a informação da estação de Queluz, assim como afastar Manuela Moura Guedes e José Eduardo Moniz. Nos extractos do despacho do juiz de Aveiro, que foram a fonte da notícia, constam transcrições de escutas telefónicas envolvendo Armando Vara, então administrador do BCP, Paulo Penedos, assessor da PT, e Rui Pedro Soares, administrador executivo da PT. 
No dia 6 de fevereiro, o Correio da Manhã revelou que primeiro-ministro José Sócrates e o consultor do BCP Armando Vara tinham planos para "condicionar e constranger" a actuação do Presidente da República (utilizando, para tal, interesses do genro), Cavaco Silva, a controlar os meios de comunicação social e usar verbas de empresas públicas em benefício do PS. O objectivo último dos dirigentes socialistas seria, ante a probabilidade de perda da maioria absoluta, provocar eleições antecipadas em 2011. Este facto foi detectado pelos magistrados do caso "Face Oculta", segundo o jornal. As escutas revelaram ainda referências insultuosas ao Presidente da República e à líder do PSD. Também o jornal "i" refere que Cavaco Silva recolheu informações sobre o caso. O Presidente da República chamou o Procurador-Geral da República e o presidente do Supremo Tribunal de Justiça ao Palácio de Belém. 
Cavaco e Sócrates recusaram-se a fazer declarações das denúncias.      
Outras reportagens:           

## Investigação
- Em 8 de fevereiro foi divulgado que a TMN destruiu, por iniciativa própria, dados considerados relevantes pelas autoridades judiciárias que investigaram o caso Face Oculta relativos a tráfego telefónico de Armando Vara, de Rui Pedro Soares, de Mário Lino e de Paulo Penedos.[14]
- Em 2011-07-18 uma fonte judicial informou que o julgamento do processo Face Oculta começaria no quatro trimestre desse ano no Tribunal de Aveiro[15] Armando Vara foi a julgamento responder por três acusações de tráfico de influências, José Penedos foi acusado de corrupção e participação económica em negócio e o seu filho Paulo Penedos respondeu pelo crime de tráfico de influências.

## Julgamento
No total, o Ministério Público pediu penas de prisão efetivas para 16 arguidos, admitindo a aplicação de penas suspensas para os restantes.
Apenas dez dos 36 arguidos aceitaram depor perante o coletivo de juízes (Armando Vara, José Penedos, Paulo Penedos, António Paulo Costa, José António Contradanças, Namércio Cunha, Fernando Santos, Vítor Batista, José Magano Rodrigues e Silva Correia). Todos os restantes, incluindo o sucateiro Manuel Godinho, remeteram-se ao silêncio.

## Acórdão
O acórdão do caso Face Oculta tem 2871 páginas e foi lido no dia 5 de setembro de 2014.
Deu como provados factos criminais relativos aos arguidos Armando Vara e José Penedos.
Manuel Godinho foi condenado a 17 anos e 6 meses de prisão, e Armando Vara a 5 anos de prisão efetiva.
Não houve uma única absolvição, sendo todos os arguidos condenados.
O Tribunal condenou a penas de prisão todos os arguidos do processo, mas apenas 11 irão cumprir penas de prisão efetiva, incluindo o ex-ministro Armando Vara e o ex-presidente da REN José Penedos. 